# Ronald Koeman
Ronald Koeman (Zaandam, 21. ožujka 1963.) bivši je nizozemski nogometni branič, a sada nogometni trener. Trenutačno je izbornik Nizozemske.
Brat je bivšeg trenera Feyenoorda Erwina Koemana i sin bivšeg nizozemskog reprezentativca Martina Koemana. Bio je poznat po izvođenju slobodnih udaraca i točnim dugim loptama.

## Trofeji

### Igrački trofeji
- Nizozemska:
  - Europska nogometna prvenstva  (1): 1988.
- Ajax Amsterdam:
  - Eredivisie (1): 1984./85.
  - KNVB Kup (1): 1985./86.
- PSV Eindhoven:
  - Eredivisie (2): 1987./1988., 1988./89.
  - KNVB Kup (2): 1987./88., 1988./89.
  - UEFA Liga prvaka (1): 1987./88.
- FC Barcelona:
  - La Liga (4): 1990./91., 1991./92., 1992./93., 1993./94.
  - Copa del Rey (1): 1989./90.
  - Supercopa de España (3): 1991./92., 1992./93., 1994./95.
  - UEFA Liga prvaka (1): 1991./92.
  - Europski superkup (1): 1992.

### Trenerski trofeji
- Ajax Amsterdam:
  - Dutch Eredivisie (2): 2001./02., 2003./04.
  - KNVB Kup (1): 2001./02.
  - Johan Cruijff-schaal (1): 2002./03.
- PSV Eindhoven:
  - Eredivisie (1): 2006./07.
- SL Benfica:
  - SuperCup Cândido de Oliveira (1): 2005./06.
- Valencia CF:
  - Copa del Rey  (1): 2007./08.

### Trenerska statistika
| Nac    | Momčad         | Dol.   | Odl.   | Statistika | Statistika | Statistika | Statistika | Statistika | Statistika | Statistika | Statistika |
| Nac    | Momčad         | Dol.   | Odl.   | U          | P          | N          | P          | Pob %      | GD         | GP         | +/-        |
| ------ | -------------- | ------ | ------ | ---------- | ---------- | ---------- | ---------- | ---------- | ---------- | ---------- | ---------- |
|        | Vitesse Arnhem | 2000.  | 2001.  | 34         | 16         | 11         | 7          | 47,06 %    | 56         | 43         | +13        |
|        | Ajax Amsterdam | 2001.  | 2005.  | 136        | 97         | 22         | 17         | 71,32 %    | 322        | 130        | +192       |
|        | SL Benfica     | 2005.  | 2006.  | 34         | 20         | 7          | 7          | 58,82 %    | 51         | 29         | +22        |
|        | PSV Eindhoven  | 2006.  | 2007.  | 34         | 23         | 6          | 5          | 18,18 %    | 75         | 25         | +50        |
|        | Valencia CF    | 2007.  | 2008.  | 22         | 4          | 6          | 12         | 61,54 %    | 19         | 35         | –16        |
| Ukupno | Ukupno         | Ukupno | Ukupno | 260        | 160        | 52         | 48         | 61.54%     | 523        | 262        | +261       |

## Vanjske poveznice
- Ronald Koeman – statistika i profil  Arhivirana inačica izvorne stranice od 3. ožujka 2016. (Wayback Machine)

| Prethodnik:           | Treneri Valencije 2007. – 2008. | Nasljednik:             |
| Quique Sánchez Flores | Treneri Valencije 2007. – 2008. | Salvador González Marco |